# Amphoe Lan Saka
Amphoe Lan Saka (Thai: อำเภอ ลานสกา) ist ein Landkreis (Amphoe – Verwaltungs-Distrikt) im Zentrum der Provinz Nakhon Si Thammarat. Die Provinz Nakhon Si Thammarat liegt in der  Südregion von Thailand, etwa 780 km südlich von Bangkok an der Ostküste der Malaiischen Halbinsel zum Golf von Thailand.

## Geographie
Benachbarte Bezirke (von Norden im Uhrzeigersinn): die Amphoe Phrom Khiri, Mueang Nakhon Si Thammarat, Phra Phrom, Ron Phibun, Thung Song, Chang Klang, Chawang und Phipun. Alle Amphoe liegen in der Provinz Nakhon Si Thammarat.
Der Nationalpark Khao Luang liegt im Landkreis Lan Saka.

## Geschichte
Lan Saka war zunächst ein Unterbezirk (King Amphoe) namens Khao Kaeo (เขาแก้ว), der Mueang Nakhon Si Thammarat untergeordnet war. Als die Verwaltung zum Tambon Lan Saka verlegt wurde, wurde der Bezirk entsprechend umbenannt. Im Jahr 1958 wurde Lan Saka zum Amphoe heraufgestuft.
In Amphoe Lan Saka gibt es eine Ruine, die „Taksins Palast“ genannt wird. Nach einer volkstümlichen Legende soll hier König Taksin (r. 1767–82) nach seiner Absetzung und vermeintlichen Hinrichtung (bei der dieser Geschichte zufolge an seiner Stelle ein anderer starb) gelebt haben.

## Verwaltung
Provinzverwaltung
Amphoe Lan Saka ist in fünf Gemeinden (Tambon) eingeteilt, welche wiederum in 42 Dörfer (Muban) unterteilt sind.
| Nr. | Name       | Thai   | Muban | Einw.  | Karte                      |
| --- | ---------- | ------ | ----- | ------ | -------------------------- |
| 1.  | Khao Kaeo  | เขาแก้ว | 06    | 07.569 | Übersichtskarte der Tambon |
| 2.  | Lan Saka   | ลานสกา | 07    | 05.817 | Übersichtskarte der Tambon |
| 3.  | Tha Di     | ท่าดี    | 07    | 07.948 | Übersichtskarte der Tambon |
| 4.  | Kamlon     | กำโลน  | 11    | 08.922 | Übersichtskarte der Tambon |
| 5.  | Khun Thale | ขุนทะเล | 11    | 10.150 | Übersichtskarte der Tambon |

Lokalverwaltung
Es gibt zwei Kleinstädte (Thesaban Tambon) im Landkreis:
- Lan Saka (เทศบาลตำบลลานสกา) besteht aus Teilen des Tambon Khao Kaeo.
- Khun Thale (เทศบาลตำบลขุนทะเล) besteht aus dem gesamten Tambon Khun Thale

Außerdem gibt es vier „Tambon-Verwaltungsorganisationen“ (TAO, องค์การบริหารส่วนตำบล) für die Tambon oder die Teile von Tambon im Landkreis, die zu keiner Stadt gehören.